# Thysanopoda cornuta
Thysanopoda cornuta är en kräftdjursart som beskrevs av Illig 1905. Thysanopoda cornuta ingår i släktet Thysanopoda och familjen lysräkor. Inga underarter finns listade i Catalogue of Life.